# 데이비드 W. 토렌스
데이비드 W. 토렌스(David Wishart Torrance, 1924년 6월 22 일 ~ )는 은퇴 한 스코틀랜드 교회 목사이며 신학자이며 목회자와 관련된 유명한 토렌스 가문에 속한 목사이다. 그는 중국 서부인 사천 청두에서 활동한 선교사 토마스 토런스 (1871-1959)와 애니 엘리자베스 토랜스 (1883-1980)의 여섯 자녀 중 막내이다. 그의 두 형제 토마스 F. 토렌스와 제임스 B. 토렌스처럼 신학자는 아니지만 데이비드는 스코틀랜드 교회에서 교회 목사가 되었다. 그는 1991년 은퇴 할 때까지 교회 사역을 계속하였다.

## 같이 보기
- 토랜스 가문